# Alvin Taylor
Alvin Taylor (26 de marzo de 1953) es un batería y productor musical estadounidense, conocido por su trabajo con músicos como Elton John, Eric Burdon, George Harrison, Billy Preston y Bob Welch.

## Biografía
Taylor comenzó a tocar la batería con cinco años. Tocó en varias bandas locales y comenzó su carrera profesional a la edad de catorce años, cuando empezó a salir de gira con Little Richard. Como parte del grupo de Richard, Taylor tocó con Jimi Hendrix, Billy Preston y actuó de telonero en un concierto de Elvis Presley. También tocó con Pacific Gas & Electric en su canción «Are You Ready». Rechazó la oferta de Jerry Goldstein de tocar en la banda de funk War, pero se unió al grupo de Eric Burdon después de que éste abandonase War.
The Eric Burdon Band publicó un álbum, Sun Secrets, que muestra a Taylor en la portada. El batería también aparece en el álbum inédito Mirage, finalmente publicado en 2008, en Don Kirshner's Rock Concert y es mencionado en el libro de Burdon Don't Let Me Be Misunderstood.
Taylor participó también en la primera emisión de Saturday Night Live el 11 de octubre de 1975. Poco después, Taylor fue reclutado por George Harrison para grabar Thirty Three & 1/3. También tocó en dos discos de Billy Preston. Luego se unió a la banda de Bob Welch y grabó el álbum French Kiss, que incluyó el sencillo «Ebony Eyes».
Durante los siguientes años apareció en álbumes de artistas como Elton John, Aalon, Jesse Colin Young, Les McCann, Lauren Wood, Gil-Scott Heron, The Originals, Syreeta, The Mighty Clouds of Joy, Keni Burke, Stargard, Sammy Hagar, Billy Thorpe, America, Cher, Natalie Cole, Sly & the Family Stone, Bill Withers y en otros dos discos de Bob Welch. 
En 1979, apareció en el sencillo de Sammy Hagar «Sittin' on the Dock of the Bay», que incluyó a Leland Sklar, Barry Goudreau y Steve Cropper, quien apareció en la versión original de Otis Redding. Más tarde ese mismo año, apareció en el álbum de Cher Prisoner. 
En 1980, volvió a tocar con Lukather y Paich en el álbum de Elton John 21 at 33. Taylor apareció a continuación en el álbum de Welch Man Overboard. En 1981, tocó en el álbum de Ron Wood 1234.

## Discografía
Con Bill Withers
- Menagerie (1977)
- The Complete Sussex and Columbia Albums (2012)
- Original Album Classics (2013)

Con Billy Preston
- Billy Preston (1976)
- A Whole New Thing (1977)

Con Bob Welch
- French Kiss (1977)
- Three Hearts (1979)
- Man Overboard (1980)
- Live from the Roxy (2006)

Con Elton John
- 21 at 33 (1980)
- The Fox (1981)
- To Be Continued (1990)

Con Eric Burdon
- Sun Secrets (1974)
- Stop (1975)
- Sun Secrets & Stop (1993)
- Survivor (1977)
- Soldier of Fortune (1997)
- Live at the Roxy (1998)
- Live 17th October 1974 (2009)

Con Sly & the Family Stone
- Back on the Right Track (1979)
- Who in the Funk Do You Think You Are (2001)

Otros
- The Originals - Communique (1976)
- Syreeta - One to One (1977)
- Danny O'Keefe - American Roulette (1977)
- Aalon - Cream City (1977)
- Stargard - What You Waitin' For (1978)
- Cher - Prisoner (1979)
- Pyrymyd - Pyrymyd (1980)
- Billy Thorpe - Stimulation (1981)
- Ron Wood - 1234 (1981)
- America - View From The Ground (1982)